# Liste der Baudenkmäler in Stilfs
Die Liste der Baudenkmäler in Stilfs (italienisch Stelvio) enthält die 15 als Baudenkmäler ausgewiesenen Objekte auf dem Gebiet der Gemeinde Stilfs in Südtirol.
Basis ist das im Internet einsehbare offizielle Verzeichnis der Baudenkmäler in Südtirol. Dabei kann es sich beispielsweise um Sakralbauten, Wohnhäuser, Bauernhöfe und Adelsansitze handeln. Die Reihenfolge in dieser Liste orientiert sich an der Bezeichnung, alternativ ist sie auch nach der Adresse oder dem Datum der Unterschutzstellung sortierbar.

## Liste
| Foto |                 | Bezeichnung                                                        | Standort                     | Eintragung                   | Beschreibung                                                                         | Metadaten                                         |
| ---- | --------------- | ------------------------------------------------------------------ | ---------------------------- | ---------------------------- | ------------------------------------------------------------------------------------ | ------------------------------------------------- |
| ja   | Datei hochladen | Alte Pfarrkirche in Sulden ID: 17477                               | 46° 31′ 37″ N, 10° 34′ 59″ O | 24. Aug. 1981 (BLR-LAB 4876) | Kirche                                                                               | KG: Stilfs Bauparzelle: 294                       |
| BW   | Datei hochladen | Elektrizitätswerk Grand Hotel Sulden ID: 50226                     | 46° 31′ 38″ N, 10° 35′ 37″ O | 25. Nov. 2002 (BLR-LAB 4387) | Hotel                                                                                | KG: Stilfs Bauparzelle: 342                       |
| ja   | Datei hochladen | Evangelische Kapelle in Sulden ID: 17481                           | 46° 31′ 6″ N, 10° 35′ 50″ O  | 24. Aug. 1981 (BLR-LAB 4876) | Kapelle                                                                              | KG: Stilfs Bauparzelle: 476                       |
| BW   | Datei hochladen | Haus Nr. 80 in Stilfs ID: 50630                                    | 46° 35′ 57″ N, 10° 32′ 49″ O | 6. Juli 2021 (595)           | kleines Fachwerkhaus, im Inneren Wandmalereien von Giuseppe Gutgsell                 | KG: Stilfs Bauparzelle: 363/2                     |
| BW   | Datei hochladen | Hotel Post in Gomagoi ID: 50636                                    | 46° 34′ 32″ N, 10° 32′ 23″ O | 8. März 2022 (BLR-LAB 164)   | 1922 nach Plänen des Meraner Architekten Hans Hoffmann im Heimatstil erbaut          | KG: Stilfs Bauparzelle: 231/1                     |
| ja   | Datei hochladen | Kirche zur Heiligen Theresia in Gomagoi ID: 50637                  | 46° 34′ 42″ N, 10° 32′ 32″ O | 1. Feb. 2022 (RIP 98489)     | 1933 nach Plänen von Adalbert Wietek erbaut, im Inneren Wandmalerei von Albert Stolz | KG: Stilfs Bauparzelle: 558                       |
| ja   | Datei hochladen | Mariä Heimsuchung in Trafoi mit Friedhof ID: 17480                 | 46° 32′ 58″ N, 10° 30′ 30″ O | 24. Aug. 1981 (BLR-LAB 4876) | Kirche                                                                               | KG: Stilfs Bauparzelle: 396 Grundparzelle: 2600   |
| BW   | Datei hochladen | Maria Lourdes in Gand ID: 17478                                    | 46° 33′ 28″ N, 10° 33′ 49″ O | 24. Aug. 1981 (BLR-LAB 4876) | Kirche                                                                               | KG: Stilfs Bauparzelle: 311                       |
| ja   | Datei hochladen | Neue Pfarrkirche St. Gertraud in Sulden mit Friedhof ID: 17479     | 46° 31′ 38″ N, 10° 35′ 3″ O  | 24. Aug. 1981 (BLR-LAB 4876) | Kirche                                                                               | KG: Stilfs Bauparzelle: 356 Grundparzelle: 2806/3 |
| BW   | Datei hochladen | Oberstock mit Unterkunfthaus und Malerwerkstätte ID: 17476         | 46° 31′ 46″ N, 10° 35′ 5″ O  | 10. Apr. 1989 (BLR-LAB 1687) | Ländliches Wohnhaus/Bauernhof                                                        | KG: Stilfs Bauparzelle: 284, 572                  |
| BW   | Datei hochladen | Pfarrkirche St. Ulrich mit Friedhof ID: 17473                      | 46° 35′ 55″ N, 10° 32′ 49″ O | 24. Aug. 1981 (BLR-LAB 4876) | Kirche                                                                               | KG: Stilfs Bauparzelle: 1 Grundparzelle: 3212     |
| BW   | Datei hochladen | St. Martin beim Weiler Platz ID: 17474                             | 46° 35′ 17″ N, 10° 32′ 12″ O | 24. Aug. 1981 (BLR-LAB 4876) | Kirche                                                                               | KG: Stilfs Bauparzelle: 158                       |
| BW   | Datei hochladen | Tscheilahaus ID: 50648                                             | 46° 35′ 56″ N, 10° 32′ 51″ O | 19. Sep. 2023 (BLR-LAB 799)  |                                                                                      | KG: Stilfs Bauparzelle: 390/1, 390/2              |
| ja   | Datei hochladen | Unsere Liebe Frau zu den drei Brunnen mit Brunnenkapelle ID: 17475 | 46° 31′ 51″ N, 10° 30′ 21″ O | 24. Aug. 1981 (BLR-LAB 4876) | Kirche                                                                               | KG: Stilfs Bauparzelle: 276, 277                  |
| BW   | Datei hochladen | Veranda des ehemaligen Gasthofes Laganda ID: 50227                 | 46° 32′ 59″ N, 10° 33′ 50″ O | 5. Apr. 2004 (BLR-LAB 1080)  | Gasthaus                                                                             | KG: Stilfs Bauparzelle: 304/2                     |

Falls bei einem Baudenkmal keine Koordinaten bekannt sind, werden ersatzweise die Katasterdaten zum Zeitpunkt der Unterschutzstellung angegeben. Diese sind weder offiziell noch zwingend aktuell.
Die vom Landesdenkmalamt übernommenen Adressen können veraltet sein.
| Foto:   | Fotografie des Denkmals. Klicken des Fotos erzeugt eine vergrößerte Ansicht. Daneben finden sich zwei Symbole: |
| ID      | Identifikator beim Südtiroler Landesdenkmalamt                                                                 |
| KG      | Katastralgemeinde                                                                                              |
| MD      | Ministerialdekret                                                                                              |
| BLR-LAB | Beschluss der Landesregierung – Landesausschussbeschluss                                                       |